# Geijeraffären

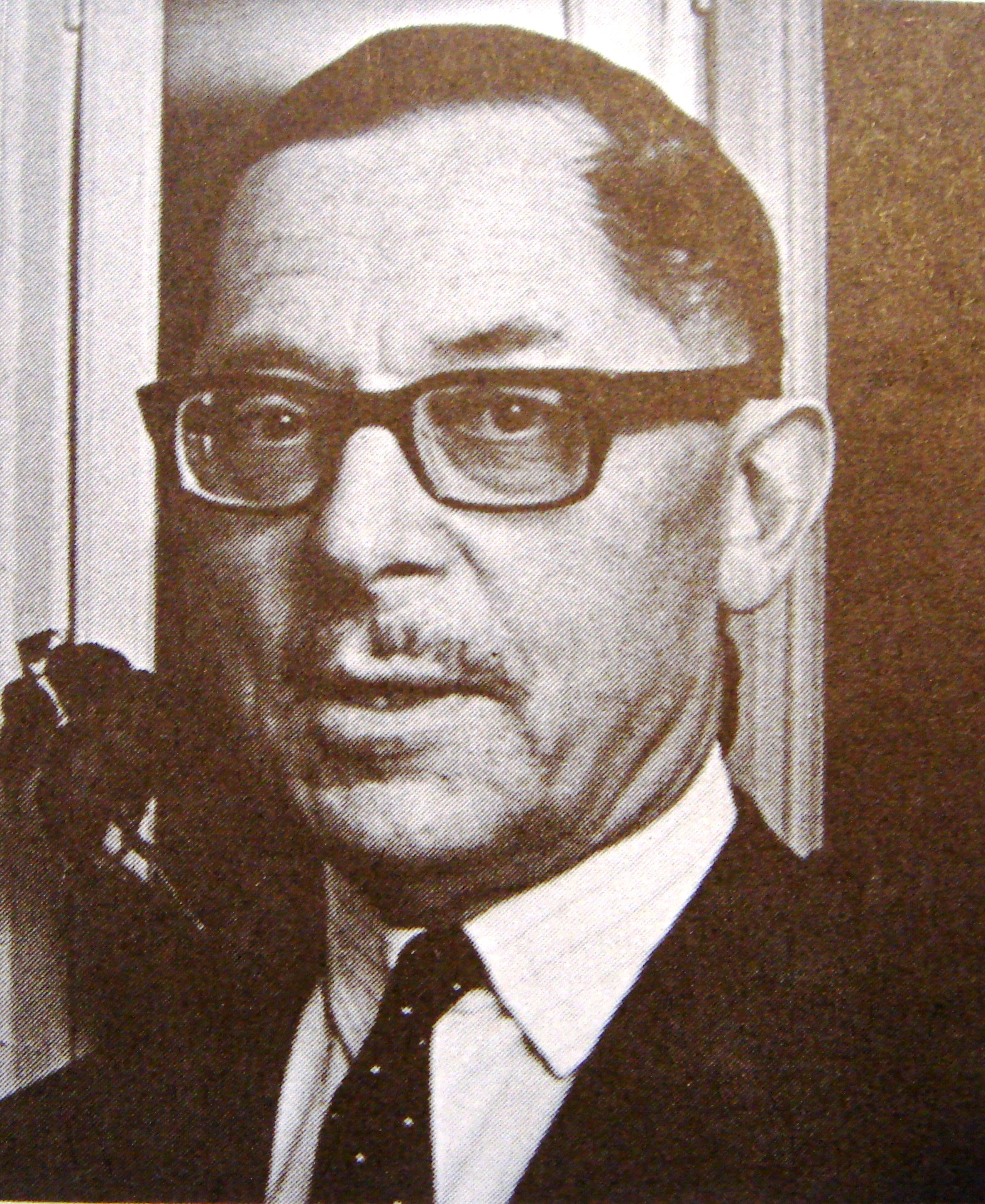
Lennart Geijer, Sveriges justitieminister 1969–1976 och huvudperson i Geijeraffären.

Geijeraffären var en politisk skandal i Sverige under senare delen av 1970-talet som inbegrep mörkläggning och falska dementier.

## Bakgrund
Lennart Geijer, Sveriges justitieminister 1969–1976, hade enligt en hemlig promemoria 1976 från rikspolischef Carl Persson till statsminister Olof Palme nämnts som en av flera högt uppsatta personer vars agerande eventuellt kunde ha skadlig verkan för rikets säkerhet. I fallet Geijer misstänktes denne kunna ha köpt sexuella tjänster av prostituerade med anknytning till främmande makts underrättelsetjänst, på en bordell driven av Doris Hopp. Promemorian hävdade inte att det skulle finnas några direkta, trovärdiga vittnesbelägg för detta eller att misstanken var stark. Dock måste Geijer enligt polisen betraktas som en potentiell säkerhetsrisk så länge misstankarna förblev outredda.
Efter det att journalisten Peter Bratt i mitten av november 1977 skrivit om promemorian i Dagens Nyheter, dementerade Geijer och Olof Palme historien och DN blev skadeståndsskyldigt. Promemorian blev offentlig 1991 och bekräftade i princip Bratts artikel när det gällde polisens ställning till behovet av utredning och säkerhetstänkande; däremot har inga undersökningar, då eller senare, kunnat visa att det skulle ha funnits någon substans i påståendena om Geijers och andras bordellbesök, vilka härstammade från bordellmamman Doris Hopp själv.
Det var en brottsutredning under 1976 som 1977 ledde till den politiska skandal som kom att kallas Geijeraffären. Den så kallade bordellmamman Doris Hopp greps av polis i Stockholm i maj 1976 och åtalades för koppleri. Bland hennes kunder påstods finnas flera av samhällets högsta toppar. De behövde emellertid inte vittna. Inte heller åtalades de, trots att flera prostituerade var under 18 år; en var bara 14 år. Säpo var intresserade eftersom flera polska kvinnor, som hade kontakt med polska ambassaden, arbetade på bordellen.

## Händelseförloppet 1977–1978
Den 18 november 1977 publicerade Dagens Nyheter en artikel av Peter Bratt om att Geijer, Sveriges justitieminister 1969–1976, enligt en hemlig polispromemoria ansågs misstänkt för att ha köpt sexuella tjänster på en bordell under sin ämbetstid. Som källa hade Bratt angett en promemoria som rikspolischef Carl Persson skickat till statsminister Olof Palme 1976.
Promemorian (som Bratt inte hade haft tillgång till, men fått omtalad för sig av sin källa Leif G.W. Persson) pekade ut sex personer som (möjliga) säkerhetsrisker. Förutom Lennart Geijer var dessa: Centerpartiets ordförande Thorbjörn Fälldin, riksdagens vice talman Cecilia Nettelbrandt, riksbankschefen Krister Wickman, landshövdingen Ragnar Lassinantti samt borgarrådet Hjalmar Mehr. Polisen hade angett Geijer som säkerhetsrisk eftersom de spanat på bordellen under utredningen av bordellhärvan, och några av de inblandade sexarbetarna hade kontakter med den polska ambassadens KGB-officerare.
Palme och Geijer dementerade allt som stod i artikeln, tillsammans med Stockholms polischef Hans Holmér, Geijers pressekreterare Ebbe Carlsson och Hans Dahlgren på regeringskansliet. Dementin utnyttjade två mindre sakfel i artikeln, men också, outtalat, det faktum att Palme kunde se av artikeln att Bratt inte haft tillgång till själva dokumentet och således befann sig i underläge. Att den tidigare statsministern direkt skulle kunna ljuga inför media på centrala punkter i en känslig inrikesfråga av denna art ansågs i Sverige vid denna tid otänkbart, men detta skedde alltså i alla fall; först dementerade Palme att det ens fanns någon promemoria; därefter både Palme och den nye statsministern Fälldin uppgifterna i promemorian.
Dagens Nyheter godtog dementin och fick betala skadestånd till Lennart Geijer, ett skadestånd som han överlät till ett stipendium för undersökande journalistik.
Staffan Heimerson, redaktör på Aftonbladet, beställde en granskning från Jan Guillou, som genom sitt och Bratts avslöjande av IB 1973 hade gett upphov till IB-affären. Guillou försökte och lyckades få Bratt att röja sin källa. Det var Leif G.W. Persson, som då arbetade för rikspolischefen, som på en direkt fråga bekräftat för Bratt att det 1976 hade skickats en promemoria där justitieministern ansågs vara en säkerhetsrisk; denna PM påstod dock inte att Geijer eller andra faktiskt gått på bordell, men insisterade för Palme att han måste vara medveten om de polisiära riskerna. Aftonbladets ansvarige utgivare Gösta Sandberg avstod från att publicera artikeln om könshandeln. Leif G.W. Persson blev avskedad för att ha läckt en hemlig handling, fick sedan anställning som lärare på Stockholms universitet, och blev 1991 professor på Rikspolisstyrelsen.
I början av maj 1978 sände Sveriges Television ett Studio S-program, Papperen på bordet, där man berättade att promemorian nämnde Geijer. När Gunilla André väckte frågan i riksdagen den 9 maj 1978 dementerade Palme än en gång, nu tillsammans med den sittande statsministern Thorbjörn Fälldin. Fälldin hade tidigare sagt att han skulle kunna avslöja namnen på listan, men ändrade sig, enligt uppgift, då han fick se att även han fanns med bland namnen på rikspolischefens lista. I riksdagens talarstol hänvisade den trygge Fälldin ironiskt till det orimliga i att uppgifterna skulle kunna vara sanna – "mitt namn står ju här". 
Carl Persson begärde nu att justitiekanslern Ingvar Gullnäs skulle granska hans promemoria. JK gjorde det och kom fram till att Carl Persson handlat rätt.
Expressenjournalisten Jan Mosander begärde att Säpo skulle lämna ut den aktuella promemorian. Han fick ut den, men först med hjälp av domstol. Promemorian publicerades i Expressen och bekräftade historien. I det allmänna medvetandet kom detta ibland att ses som ett bevis på att de omnämnda politikerna faktiskt gått till prostituerade, men frågan utreddes i själva verket aldrig på djupet av polisen, och varken Bratt eller Carl Persson ansåg heller att misstankarna var i polisiär mening rimliga, det vill säga att Geijer eller Fälldin skulle ha köpt sexuella tjänster.

## Efterspel
I december 2007 begärde två av de utsatta, som under Geijeraffären var i 14-årsåldern, en miljon kronor vardera i skadestånd av den svenska staten. Förutom justitieminister Lennart Geijer själv, pekades nu även ministrarna Olof Johansson och Thorbjörn Fälldin ut som köpare av sex från minderåriga. Att deras namn ingick i den ursprungliga undersökningen skulle, enligt Ove Sjöstrand, den polis som utredde fallet, ha varit huvudorsak till att inget åtal väcktes, trots att det misstänkta brottet var otukt med barn, vilket då gav upp till fyra års fängelse. Dessa nya uppgifter har av Leif G.W. Persson avfärdats som "rena fantasier" och de anklagade har, i den mån de fortfarande är i livet, förnekat inblandning.
Justitiekanslern utredde skadeståndsfrågan men kom fram till att ärendet var preskriberat.

## Romaner och filmer
Ett antal romaner och filmer har inspirerats av turerna kring Geijeraffären, eller bär tydliga likheter. Leif G.W. Perssons debutroman Grisfesten (1978) handlar om en justitieminister som besökt lyxprostituterade och ertappats på foto. Trots klara paralleller till Geijeraffären förnekar författaren någon koppling mellan dem i bokens förord. Romanen filmades 1984 som Mannen från Mallorca.
I thrillerfilmen Råttornas vinter (1988) säljs minderåriga flickor från en ungdomsvårdsskola till mäktiga män. Miniserien Kopplingen från 1990 handlar om en bordellskandal där bland annat finansministern är inkopplad. Henning Mankells bok Villospår (1995) handlar ett bestialiskt mord som bland annat involverar en pensionerad justitieminister. Boken filmades 2001, också med titeln Villospår.
I den självbiografiska boken Hinsehäxan (2005) hävdar Lillemor Östlin bland annat att hon var betald älskarinna åt Geijer i tio år. Boken blev senare till miniserien Hinsehäxan (2012). Filmen Call Girl (2012) regisserad av Mikael Marcimain handlar om en ung kvinna som hamnar i prostitution och utnyttjas av högt uppsatta politiker.